# Kostel Zvěstování Páně (Zahájí)
Kostel Zvěstování Páně v Zahájí (někdy též kostel Zvěstování Panny Marie) je farní kostel zdejší farnosti, dříve též poutní kostel. Od 3. května 1958 je kulturní památkou.

## Historie a popis
Kostel byl postaven koncem 13. století ve stylu rané gotiky jako farní kostel pro obce Mydlovary, Olešník a Zahájí; v 15. až 17. století pak byl filiálním kostelem ve farnosti Purkarec. Původně měl jednu chrámovou loď s pravoúhle zakončeným kněžištěm. Ve 2. polovině 15. století byla na severní straně přistavěn druhý kostel s presbytářem trojboce uzavřeným.  Během bitvy u Zahájí, která proběhla v rámci válek o rakouské dědictví v květnu 1742, oba kostely vyhořely. Při následných opravách a úpravách v barokním stylu byly oba kostely spojeny v jednu dvoulodní stavbu. Okolo kostela je dnes již nepoužívaný hřbitov.

## Zařízení kostela
Na rozměrném portálovém hlavním oltáři z 1. poloviny 18. století je gotická socha Panny Marie. Dále jsou zde sochy sv. Zachariáše, sv. Alžběty, sv. Jáchyma a  sv. Anny. V severní chrámové lodi je oltář zasvěcený sv. Janu Křtiteli; oltář pochází z téže doby jako oltář hlavní. Součástí kostela je barokní kamenná křtitelnice s cínovým víkem a dva náhrobní kameny z 18. století.

### Varhany
Rokokové varhany byly vyrobeny v dílně Bedřicha Semráda; do Zahájí byly přemístěny ze starého kostela v Hosíně.